# Kościół św. Mateusza Apostoła w Czeladzi
Kościół świętego Mateusza Apostoła w Czeladzi – rzymskokatolicki kościół parafialny należący do parafii pod tym samym wezwaniem (dekanat III – św. Stanisława Biskupa Męczennika w Czeladzi diecezji sosnowieckiej). Świątynia znajduje się na osiedlu „Musiała" w Czeladzi.
Dzięki staraniom księdza Jana Kantora, pierwszego proboszcza parafii, ustanowionej w dniu 24 maja 1985 roku przez biskupa częstochowskiego Stanisława Nowaka i wiernych rozpoczęto budowę kaplicy i pomieszczeń kościelnych. Nowe budowle, obejmujące kaplicę, salę katechetyczną i mieszkania dla księży, zostały pobłogosławione w dniu 21 września 1986 roku przez biskupa pomocniczego diecezji częstochowskiej. Kaplicę przebudował na okazalszy kościół, kolejny proboszcz ks. Jan Gaik. Świątynia została uroczyście poświęcona (konsekrowana) w dniu 21 września 1995 roku przez biskupa pomocniczego diecezji sosnowieckiej Piotra Skuchę.